# Ša'ar la-matchil
Ša'ar la-matchil (hebrejsky: שער למתחיל‎, doslova Brána pro začátečníka) je hebrejský psaný týdeník vycházející v Izraeli od roku 1978.
Jde o jediný hebrejský zpravodajský list tištěný včetně hebrejských znamének pro samohlásky. Je to pro lepší srozumitelnost pro nové židovské imigranty, pro které je vydáván. Obsahově je list pod kontrolou Ministerstva školství Izraele.
Navazuje na starší podobně orientovaný list la-Matchil (למתחיל‎, doslova Pro začátečníka), za jehož vznikem stála v 50. letech 20. století strana Mapaj, tehdy dominantní politická síla v Izraeli. Kromě něj vycházel v zjednodušené podobě pro potřeby přistěhovalců i hebrejský list Omer. Podle studie z roku 1995 ale tento způsob stranické tiskové agitace neměl mezi přistěhovalci významnější ohlas.
V roce 1978 byl list la-Matchil sloučen dalším podobně orientovaným periodikem Ša'ar (שער‎, Brána) a od té doby vychází pod současným názvem pravidelně jednou týdně, vždy v úterý. Vydavatelem listu je společnost, která vydává deník Jedi'ot achronot. Dříve jej vydával deník The Jerusalem Post.